# جانا فريسكه
جانا فريسكه (بالروسية: Жа́нна Фри́ске) (مواليد 8 يوليو 1974 في موسكو - الوفاة 15 يونيو 2015 في بالاشيكا، روسيا)، كانت مغنية وعارضة أزياء وممثلة روسية بدأت مسيرتها الفنية عام 1996.

## حياتُها
ولدت جانا في 8 يوليو 1974 في موسكو، والتحقت بمدرسة الجمباز الفني، ثم درست في ستوديو الباليه، وحتى أنها التحقت لفترة قصيرة بكلية الصحافة ثم تركتها.

## المسيرة الفنية

### الغناء
في سنة 1995 شَكلتْ فِرقة موسيقية أطلقت عليها اسم «اللامعات» وأصبحت من أُولى الفرق الموسيقية النسائية في روسيا. وتولت جانا فريسكه البالغة آنذاك من العُمر 22 عاماً إدارة الفِرقة، إلى جانب المُغنِيتين أولغا أورلوفا وغرينا أوليانوفا. وذاع صِيتها بسُرعة في سائر روسيا وخارجها.
وفي عام 2003 شاركت جانا في العرض التلفزيوني (رياليتي شو) «البطل الأخير» حيث تأهلت للدور النهائي. بعد ذلك خرجت من تشكيلة فرقة «اللامعات» لتقوم بتقديم عروض غِنائية مُستقلة. وصدر عام 2005 أول ألبوم لأغنياتها يحمل اسم «جانا»، حظي بشعبية فائقة بين الشباب وعُشاق الموسيقى.
وكان النُقاد الموسيقيون يصفون جانا فريسكه بأنها أيقونة للموضة والاناقة والعصرنة، حتى أنها نالت لقب «أكثر الفنانات أناقة» في روسيا حسب تصنيف مجلة هالو.

### التمثيل
كما أدت جانا أدوارا مُميزة في الأفلام السِينمائية الروسية، حيث قامت بدور البطولة في أفلام «دورية ليلية» و«دورية نهارية» و «من أنا» و«الزواج ليلة رأس السنة»، وغيرها. وحازت جانا فريسكه عام 2006 على جائزة أفضل دور نسائي، حسب تصنيف قناة «أم تي في» التلفزيونية الروسية.

## الوفاة
أُصيبت فريسكه بسرطان الدماغ، وعانت من المرض لعِدة أشهر قبل وفاتِها في مساء 15 يونيو 2015 نتيجة المرض.

## وصلات خارجية
- الموقع